# 법원사

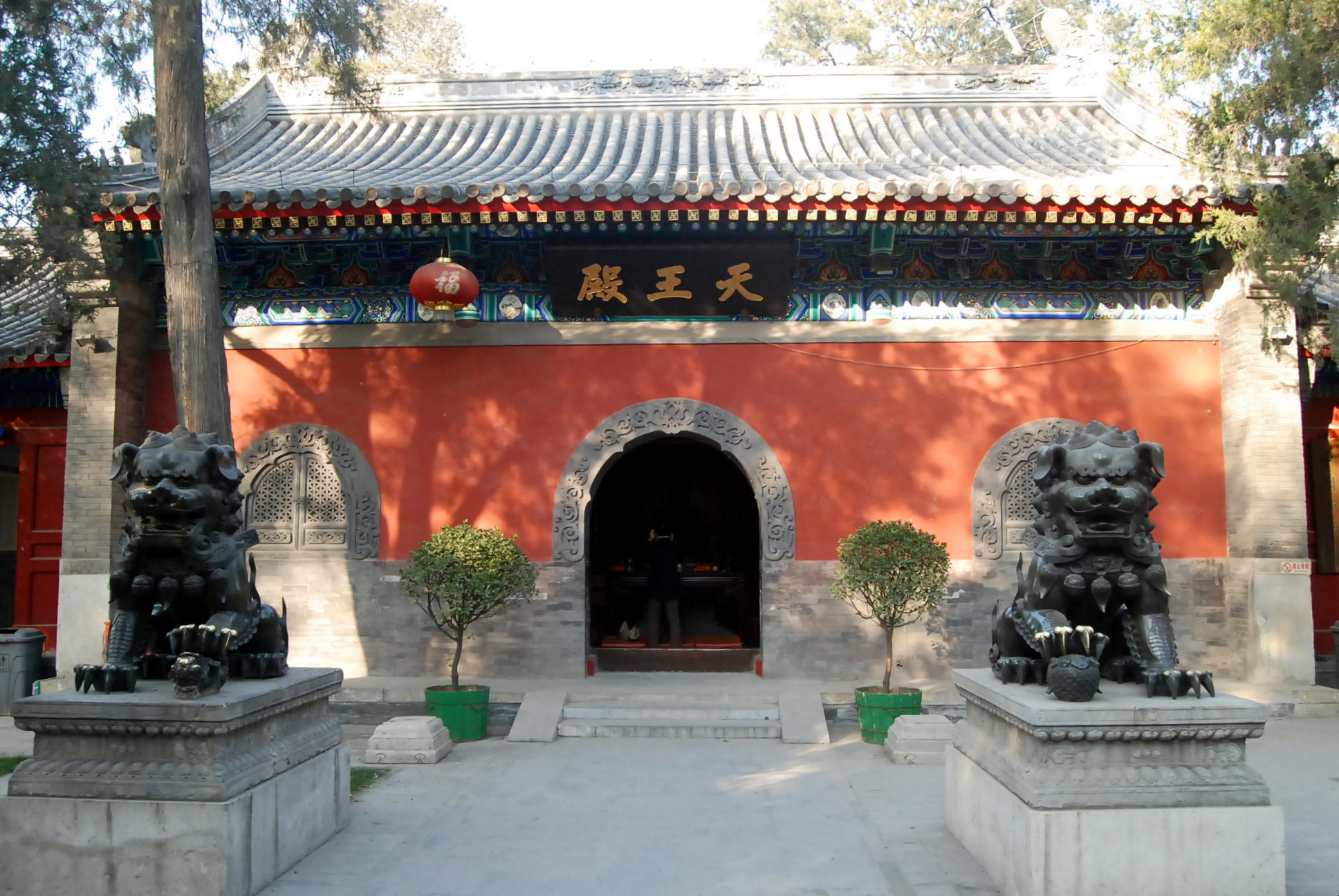

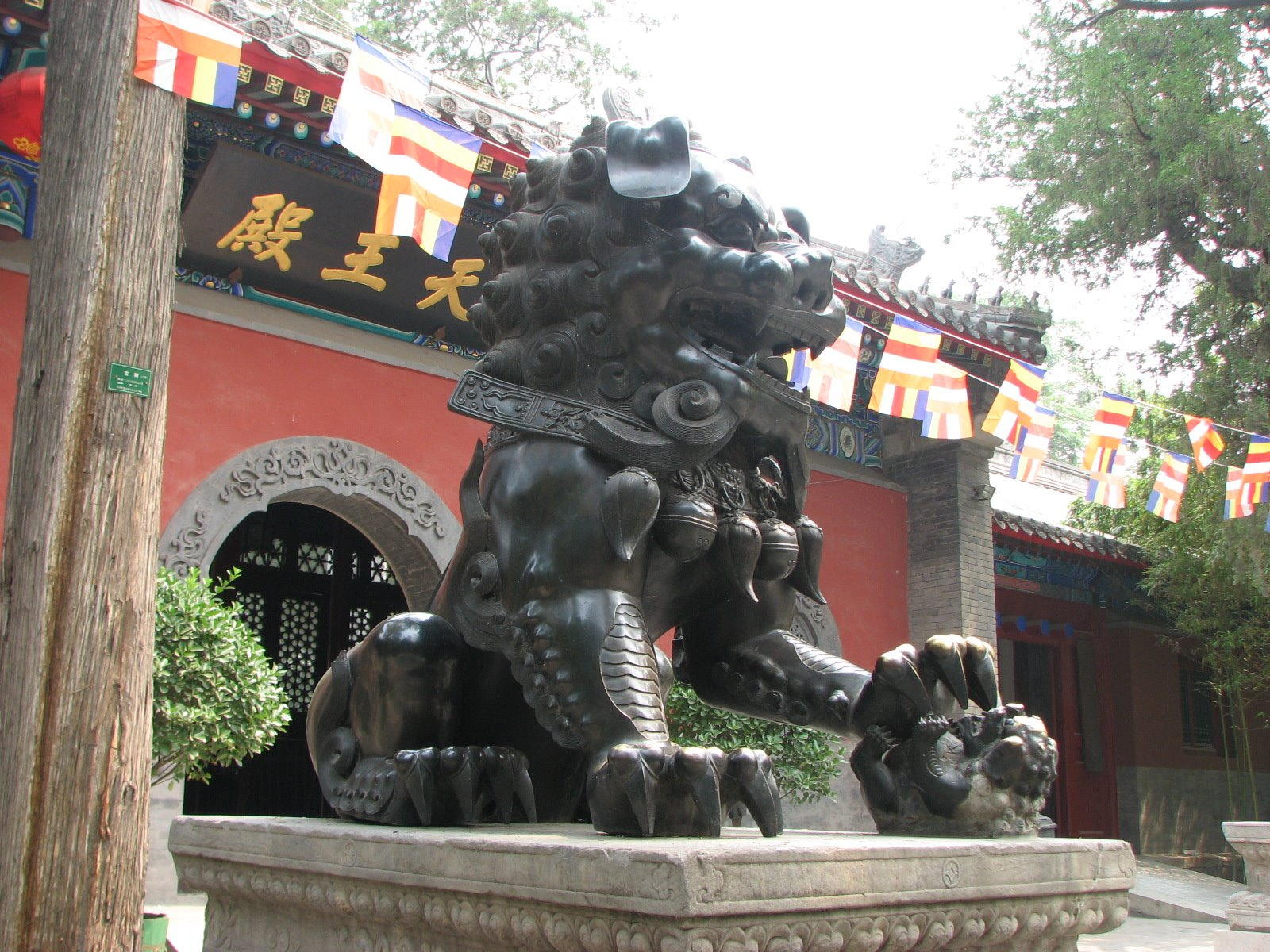
Bronze sculptures at one of its entrances

법원사(法源寺)는 베이징시 시청구에 있는 사찰로 베이징에서 가장 오래된 사찰이자 가장 잘 알려진 불교 사찰이다. 원래 이름이 민충사(憫忠寺)였던 법원사는 645년 당 태종이 제1차 고구려-당 전쟁에서 죽은 이들을 기리기 위해 세웠으며 명나라 정통제 때 재건됐다. 법원사 면적은 6,700㎡다. 법원사는 또한 고대 청동상, 석사자상, 삼불상 등을 포함한 수많은 문화재가 있다. 법원사에는 또한 명청시대의 수많은 불교 관련 문헌들이 있다.